# Republic Services
Republic Services, Inc är ett amerikanskt företag inom återvinning och har verksamheter i Puerto Rico och USA. De sköter avfallshantering åt fler än 14 miljoner kunder. Företaget har till sitt förfogande 207 återvinningscentraler, 190 aktiva soptippar och sju förbränningsanläggningar. De är USA:s näst största återvinningsföretag. 2018 ägde Bill Gates investmentbolag Cascade Investment 33,4% av Republic Services.
Företaget grundades 1998 efter att entreprenören Wayne Huizenga och dennes företag Republic Industries knoppade av sin återvinningsverksamhet till att vara ett eget företag medan Republic Industries blev samtidigt fusionerad med ett annat Huizenga-företag Autonation i syfte att vara en renodlad försäljare av fordon.
För 2018 hade Republic Services en omsättning på mer än $10 miljarder och en personalstyrka på omkring 36 000 anställda. Deras huvudkontor ligger i Phoenix i Arizona.